# Willi Fischer (Skispringer)
Willi Fischer ist ein ehemaliger deutscher Skispringer.

## Werdegang
Sein internationales Debüt gab Fischer bei der Vierschanzentournee 1953. Da er jedoch nur auf der Großen Olympiaschanze in Garmisch-Partenkirchen antrat und dabei zwar mit Rang 20 ein gutes Ergebnis erreichte, konnte er in der Tournee-Gesamtwertung nur Rang 28 erreichen. Bei seiner zweiten Vierschanzentournee 1956/57 sprang er drei von vier Springen und setzte nur in Bischofshofen aus. In keinem der Springen gelang es ihm die Top 30 zu erreichen, so dass er am Ende nur Rang 41 der Gesamtwertung belegen konnte.

## Erfolge

### Vierschanzentournee-Platzierungen
| Saison  | Platz | Punkte |
| ------- | ----- | ------ |
| 1953    | 28.   | 174,0  |
| 1956/57 | 41.   | 497,7  |